# Eleição municipal de Feira de Santana em 2016
Em 2 de outubro de 2016, foi realizada a eleição municipal de Feira de Santana em 2016, no estado da Bahia, com o propósito de eleger um prefeito, um vice-prefeito e 21 vereadores para representar os cidadãos da região. O prefeito José Ronaldo de Carvalho, do Democratas (DEM), foi reeleito com 71,12% dos votos válidos, e assim o cargo de vice-prefeito continuou com Colbert Martins.
O pleito em Feira de Santana fez parte das eleições municipais nas unidades federativas do Brasil. A cidade é um dos 417 municípios baianos, onde 1.204 políticos concorreram ao cargo de prefeito e de vice-prefeito, e 35.184 se candidataram ao cargo de vereador. A Bahia, com seus 15 milhões de habitantes e 10.570.085 eleitores, forma o quarto maior colégio eleitoral do país, ficando atrás somente dos estados de São Paulo, Minas Gerais e Rio de Janeiro.
O candidato mais bem votado para vereador foi Ronny, do Partido Humanista da Solidariedade (PHS), que obteve 8.213 votos (2,72% dos votos válidos). Seguido por ele foram eleitos os vereadores Gerusa, José Carneiro, Marcos Lima, Lulinha, Zé Curuca, Eremita Mota, Justiniano, Eli Ribeiro, Ewerton Carneiro da Costa, Beto Tourinho, Edvaldo Lima, Alberto Nery, Cadmiel Pereira, João Bililiu, Zé Filé, Isaías de Diogo, Luíz da Feira, Ron, Fabiano da Van e Gilmar Amorim do George Americ.

## Antecedentes
Na eleição municipal de Feira de Santana em 2012, José Ronaldo de Carvalho, do DEM, também foi eleito prefeito pela população, sendo em 2016 sua reeleição. Nesta primeira vez como prefeito de Feira de Santana em 2012, foi eleito com 195.967 votos (66,044% dos votos válidos), sem precisar ir para o 2º turno. Ele concorreu junto aos candidatos Jhonatas Monteiro, que também se candidatou pelo PSOL em 2016; Tarcízio Suzart Pimenta Junior, do PDT; e Zé Neto, do PT, que também tentou candidatura em 2016 e novamente ficou em 2º lugar, com 55.337 votos (18,65% dos votos válidos).

## Eleitorado

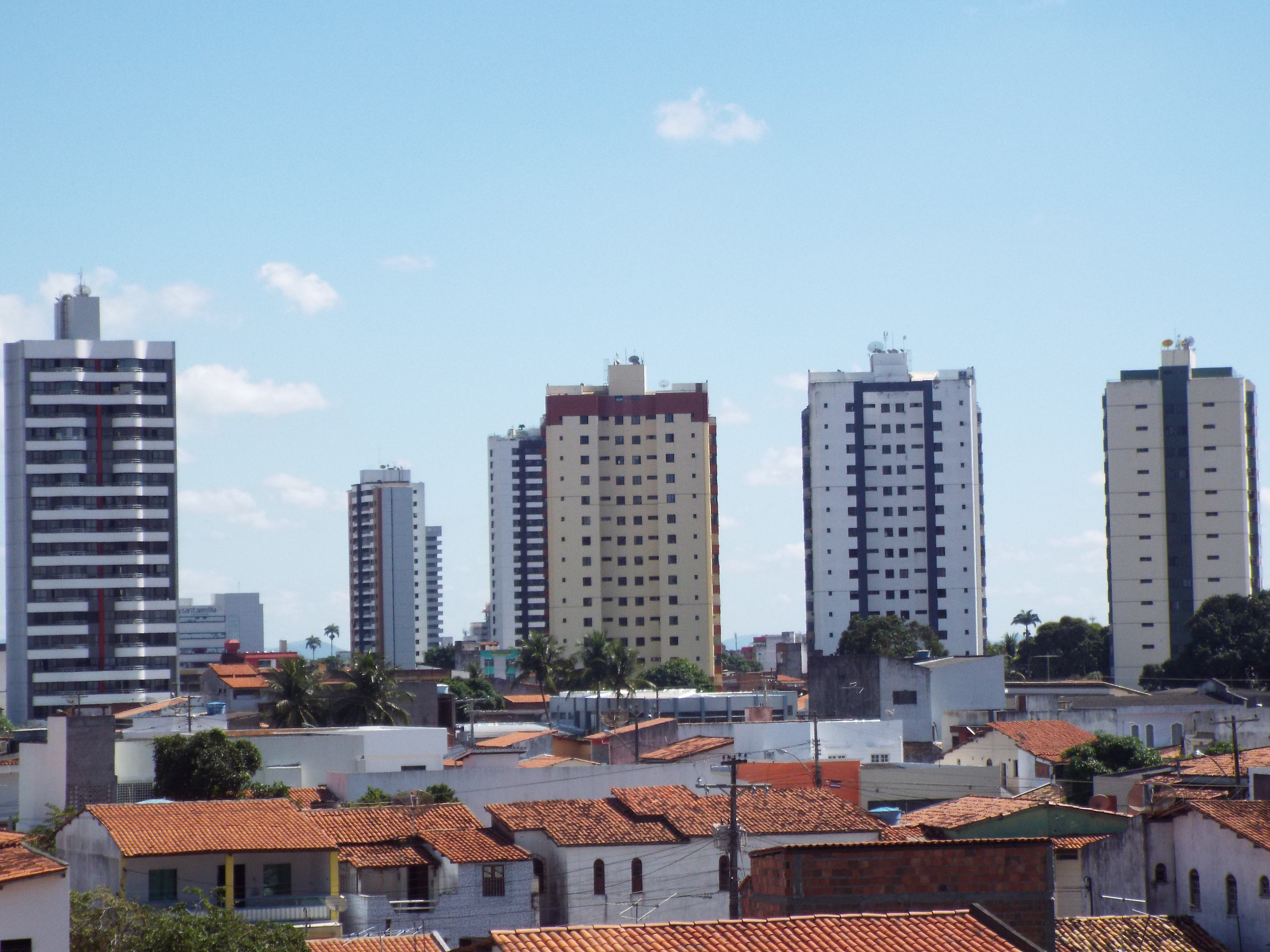
O Município de Feira de Santana, em 2014

Na eleição de 2016, da população total de 622.639 habitantes, estiveram aptos a votar 397.588 feirenses, onde 329.617 (82,9 % do eleitorado) compareceram e 67.971 (17,1 %) se abstiveram das urnas.

## Candidatos
Se candidataram ao cargo de prefeito em 2016 no município de Feira de Santana os seis seguintes: José Ronaldo de Carvalho do DEM, Zé Neto do PT, Jhonatas Monteiro do PSOL, Jairo do PP, Angelo Almeida do PSB e Leonardo Pedreira do PCO.
|  | Candidato(a)             | Vice             | Partido | Coligação |
|  | ------------------------ | ---------------- | ------- | --- |
|  | José Ronaldo de Carvalho | Colbert Martins  | DEM     | "O Trabalho Vai Continuar" (DEM/PMDB/PPL/PTC/PPS/PSDB/PSDC/PV/PMB/SD/PTB/PRP/PSC/PEN/PSL/PHS/PRB/PR/PT do B) |
|  | Zé Neto                  | Osvaldo Ventura  | PT      | "É Hora de Mudar" (PDT/PT/PTN/PC do B/PSTU)                                                                  |
|  | Jhonatas Monteiro        | Fernando Barbosa | PSOL    | "PSOL" (PSOL)                                                                                                |
|  | Jairo                    | Ademir           | PP      | "Uma Nova Opção Para Feira" (PP/PCB/PSD/PROS)                                                                |
|  | Angelo Almeida           | Enoque Meneses   | PSB     | "Por Uma Cidade Criativa, Inclusiva e Sustentável" (PSB/REDE)                                                |
|  | Leonardo Pedreira        | Orlando Andrade  | PCO     | "PCO" (PCO)                                                                                                  |

## Campanha
O prefeito reeleito José Ronaldo de Carvalho focou sua campanha nas obras realizadas e na continuação dos projetos sociais já iniciados no mandato anterior, reinterando seu lema O Trabalho Vai Continuar. José investiu no bairro Olhos D'água, onde há um Casarão considerado a primeira habitação da cidade, e nele promete implantar o Memorial do Vaqueiro, segundo ele, com o “objetivo de manter viva a memória daqueles que fazem parte da essência e da força de Feira de Santana”. O Memorial contará com alimentos típicos, acessórios utilizados por vaqueiros e até jogos interativos.
Outras apostas do prefeito foram prometer a continuação do projeto social Reequipar, que construiria novas escolas públicas de alto padrão, além de disponibilizar novos móveis e equipamentos em geral às unidades já existentes; a implantação do BRT (Transporte Rápido de Ônibus), um investimento de em média R$ 87 milhões na mobilidade urbana da cidade, financiados pela Caixa Econômica Federal; e a implantação de uma clínica médica com várias especialidades no bairro Baraúnas.

### Pesquisas
Em pesquisas do Ibope, divulgadas em 22 de agosto de 2016 e 1 de outubro de 2016, José Ronaldo apareceu com 64% e 76% das intenções de voto, com uma boa margem sobre os outros candidatos. Zé Neto, do PT, o segundo colocado nas pesquisas, apareceu com somente 14% das intenções de voto na primeira pesquisa e 15% na segunda. Já Jhonatas Monteiro (PSOL), Ângelo Almeida (PSB), Jairo Carneiro (PP) e Leonardo Pedreira (PCO), apareceram na primeira pesquisa com, respectivamente, 8%, 1%, 1% e 1%, tendo na segunda pesquisa os resultados de 6%, 0%, 2% e 1%.
| Data de realização             | Data de divulgação   | Instituto | Número de registro no TRE | Contratante | Entrevistados | Margem de erro | Candidato          | Candidato    | Candidato                | Candidato            | Candidato           | Candidato               | Não sabe/ Não respondeu | Brancos e nulos |
| Data de realização             | Data de divulgação   | Instituto | Número de registro no TRE | Contratante | Entrevistados | Margem de erro | José Ronaldo (DEM) | Zé Neto (PT) | Jhonatas Monteiro (PSOL) | Ângelo Almeida (PSB) | Jairo Carneiro (PP) | Leonardo Pedreira (PCO) | Não sabe/ Não respondeu | Brancos e nulos |
| ------------------------------ | -------------------- | --------- | ------------------------- | ----------- | ------------- | -------------- | ------------------ | ------------ | ------------------------ | -------------------- | ------------------- | ----------------------- | ----------------------- | --------------- |
| de 17 a 21 de agosto de 2016   | 22 de agosto de 2016 | Ibope     | BA-08304/2016             | TV Subaé    | 504           | ± 4%           | 64%                | 14%          | 8%                       | 1%                   | 1%                  | 1%                      | 7%                      | 4%              |
| de 25 a 30 de setembro de 2016 | 1 de outubro de 2016 | Ibope     | BA-03575/2016             | TV Subaé    | 504           | ± 4%           | 76%                | 15%          | 6%                       | 2%                   | 1%                  | 0%                      | 6%                      | 3%              |

## Resultados

### Prefeito
No dia 2 de outubro, José Ronaldo foi reeleito com 71,12% dos votos válidos.
| Candidato(a)                   | Vice                      | 1º Turno 2 de outubro de 2016 | 1º Turno 2 de outubro de 2016 |
| Candidato(a)                   | Vice                      | Votação                       | Votação                       |
| ------------------------------ | ------------------------- | ----------------------------- | ----------------------------- |
| José Ronaldo de Carvalho (DEM) | Colbert Martins (PMDB)    | 212.408                       | 71,12%                        |
| Zé Neto (PT)                   | Osvaldo Ventura (PC do B) | 46.912                        | 15,71%                        |
| Jhonatas Monteiro (PSOL)       | Fernando Barbosa (PSOL)   | 27.503                        | 9,21%                         |
| Jairo (PP)                     | Ademir (PP)               | 8.812                         | 2,95%                         |
| Ângelo Almeida(PSB)            | Enoque Meneses (REDE)     | 2.763                         | 0,93%                         |
| Leonardo Pedreira (PCO)        | Orlando Andrade (PCO)     | 283                           | 0,09%                         |
| Total de votos válidos         | Total de votos válidos    | 298.681                       | 90,61%                        |
| Votos em branco                | Votos em branco           | 8.314                         | 2,52%                         |
| Votos nulos                    | Votos nulos               | 22.622                        | 6,86%                         |
| Total                          | Total                     | 329.617                       | 100%                          |
| Abstenções                     | Abstenções                | 67.971                        | 17,1%                         |
| Votos apurados                 | Votos apurados            | 329.617                       | 100%                          |
| Total de eleitores             | Total de eleitores        | 397.588                       | 100%                          |

### Vereador
O candidato mais votado para vereador em Feira de Santana foi Ronny, com 8.213 votos válidos (2,72 %), do PHS. Dos 21 eleitos, foram votados somente quatro vereadores do DEM, base do prefeito eleito José Ronaldo, e entre eles está a única vereadora, Gerusa, que foi a segunda mais votada com 6.395 dos votos válidos (2,12%).
| Vereadores eleitos para a Câmara Municipal de Feira de Santana em 2016 | Vereadores eleitos para a Câmara Municipal de Feira de Santana em 2016 | Vereadores eleitos para a Câmara Municipal de Feira de Santana em 2016 | Vereadores eleitos para a Câmara Municipal de Feira de Santana em 2016 | Vereadores eleitos para a Câmara Municipal de Feira de Santana em 2016 | Vereadores eleitos para a Câmara Municipal de Feira de Santana em 2016 |
| Candidato                                                              | Número                                                                 | Partido                                                                | Votos                                                                  | Porcentagem                                                            |                                                                        |
| ---------------------------------------------------------------------- | ---------------------------------------------------------------------- | ---------------------------------------------------------------------- | ---------------------------------------------------------------------- | ---------------------------------------------------------------------- | ---------------------------------------------------------------------- |
| Ronny                                                                  | 31258                                                                  | PHS                                                                    | 8.213                                                                  | 2,72%                                                                  |                                                                        |
| Gerusa                                                                 | 25555                                                                  | DEM                                                                    | 6.395                                                                  | 2,12%                                                                  |                                                                        |
| José Carneiro                                                          | 45000                                                                  | PSDB                                                                   | 5.774                                                                  | 1,91%                                                                  |                                                                        |
| Marcos Lima                                                            | 44170                                                                  | PRP                                                                    | 5.430                                                                  | 1,80%                                                                  |                                                                        |
| Lulinha                                                                | 25125                                                                  | DEM                                                                    | 5.278                                                                  | 1,75%                                                                  |                                                                        |
| Zé Curuca                                                              | 25121                                                                  | DEM                                                                    | 5.277                                                                  | 1,75%                                                                  |                                                                        |
| Eremita Mota                                                           | 45678                                                                  | PSDB                                                                   | 5.253                                                                  | 1,74%                                                                  |                                                                        |
| Justiniano                                                             | 25031                                                                  | DEM                                                                    | 5.244                                                                  | 1,73%                                                                  |                                                                        |
| Eli Ribeiro                                                            | 10456                                                                  | PRB                                                                    | 5.174                                                                  | 1,71%                                                                  |                                                                        |
| Ewerton Carneiro da Costa                                              | 51123                                                                  | PEN                                                                    | 4.385                                                                  | 1,45%                                                                  |                                                                        |
| Beto Tourinho                                                          | 43123                                                                  | PV                                                                     | 4.231                                                                  | 1,40%                                                                  |                                                                        |
| Edvaldo Lima                                                           | 11000                                                                  | PP                                                                     | 3.797                                                                  | 1,26%                                                                  |                                                                        |
| Alberto Nery                                                           | 13678                                                                  | PT                                                                     | 3.780                                                                  | 1,25%                                                                  |                                                                        |
| Cadmiel Pereira                                                        | 20120                                                                  | PSC                                                                    | 3.031                                                                  | 1,00%                                                                  |                                                                        |
| João Bililiu                                                           | 23844                                                                  | PPS                                                                    | 2.953                                                                  | 0,98%                                                                  |                                                                        |
| Zé Filé                                                                | 90170                                                                  | PROS                                                                   | 2.952                                                                  | 0,98%                                                                  |                                                                        |
| Isais De Diogo                                                         | 20000                                                                  | PSC                                                                    | 2.835                                                                  | 0,94%                                                                  |                                                                        |
| Luiz da Feira                                                          | 54111                                                                  | PPL                                                                    | 2.566                                                                  | 0,85%                                                                  |                                                                        |
| Ron                                                                    | 36333                                                                  | PTC                                                                    | 2.262                                                                  | 0,75%                                                                  |                                                                        |
| Fabiano da Van                                                         | 23147                                                                  | PPS                                                                    | 2.115                                                                  | 0,70%                                                                  |                                                                        |
| Gilmar Amorim do George Americ                                         | 27123                                                                  | PSDC                                                                   | 1.867                                                                  | 0,62%                                                                  |                                                                        |

| Votos nominais   | Votos nominais   | 280.940 | 92,95% |
| Votos em legenda | Votos em legenda | 21.318  | 7,05%  |
| Votos válidos    | Votos válidos    | 302.258 | 91,70% |
| Votos nulos      | Votos nulos      | 15.676  | 4,76%  |
| Votos em branco  | Votos em branco  | 11.683  | 3,54%  |
| Total            | Total            | 329.617 | 100%   |
| ---------------- | ---------------- | ------- | ------ |

## Análises
O prefeito reeleito pela população foi José Ronaldo, que venceu com grande folga do segundo candidato, Zé Neto, tendo 72,12% dos votos válidos enquanto seu adversário conquistou somente 15,71%. José, com 65 anos, formado em Administração de Empresas pela Universidade Estadual de Feira de Santana (UEFS,) assumiu o cargo em 1 de janeiro de 2017, e em seu discurso afirmou que tem como principal objetivo "servir, ouvir os anseios, as reivindicações do povo e na medida do possível buscar soluções".